# 大切克梅傑湖

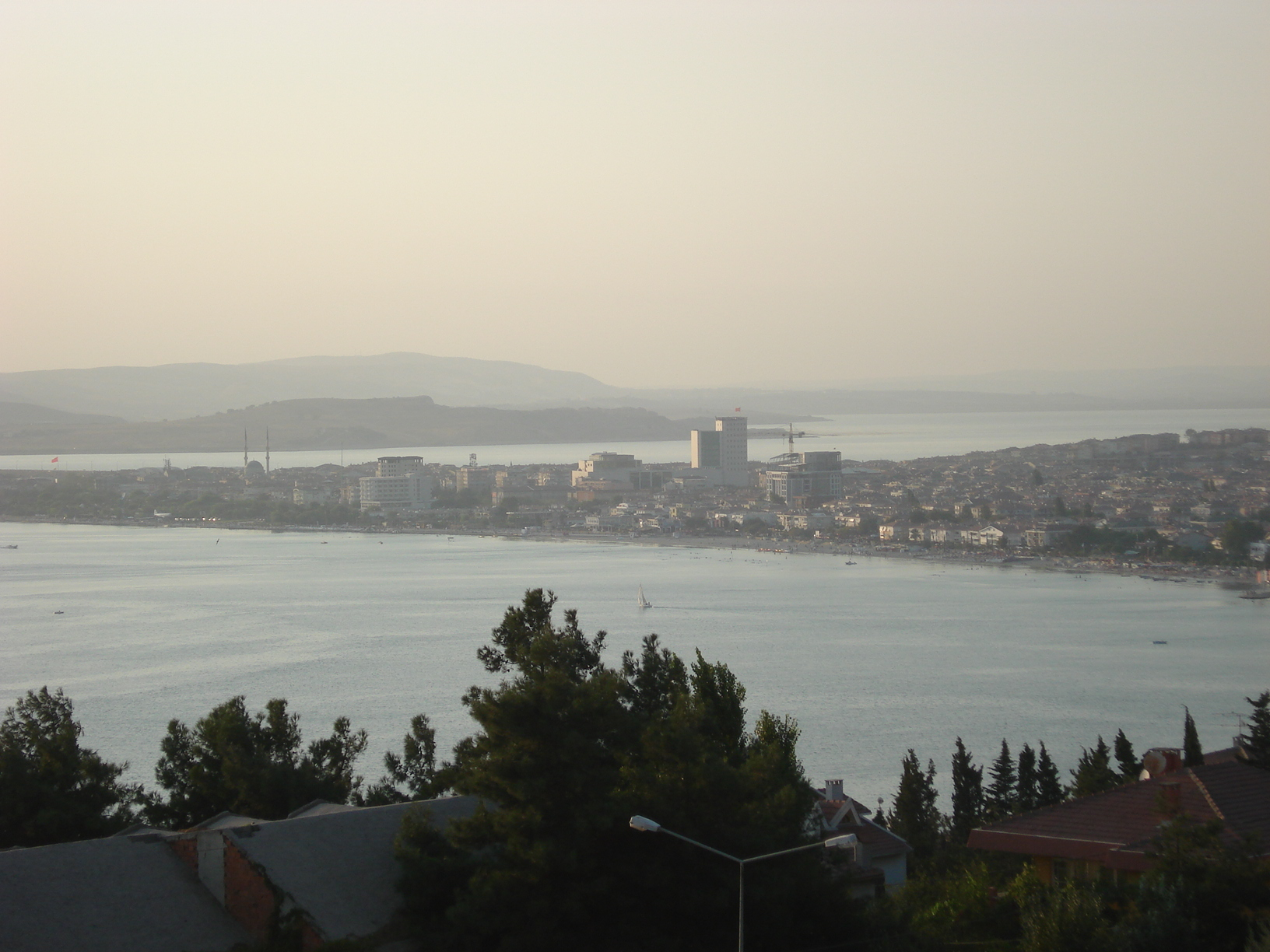
大切克梅傑湖

41°04′8.40″N 28°33′0″E / 41.0690000°N 28.55000°E
大切克梅傑湖，或音译比于克切克梅傑湖，是土耳其的湖泊，位於該國西北部，由伊斯坦堡省負責管轄，長7公里、寬2公里，面積28.47平方公里，集水區面積622平方公里，最大水深8.6米，蓄水量1.6億立方米。